# Expedición a Junín de 1881
La Expedición a Junín, también llamada Expedición Letelier, fue enviada en 1881 por el gobierno de ocupación chileno en Lima para acabar con las fuerzas peruanas (remanentes de las batallas de Chorrillos y Miraflores y otros montoneros) que se habían reagrupado en el valle del Río Rímac y en el del Río Mantaro, prácticamente en Junín. La operación fue encomendada por el jefe del gobierno de ocupación Pedro Lagos, sucesor de Cornelio Saavedra y Manuel Baquedano, al coronel Ambrosio Letelier,: 147  un oficial de estado mayor de larga trayectoria en el ejército.

## Contexto
Tras las batallas de Chorrillos y Miraflores el ejército chileno no persiguió sistemáticamente el desbande de las fuerzas peruanas, lo que permitió la formación de montoneras en la sierra. También, muchos prisioneros abandonaron Lima tras dar su palabra de honor de no levantar armas contra el nuevo gobierno. El dictador Piérola, con el cual los chilenos se negaron a negociar un tratado de paz, prometió continuar la lucha.
Debido a una epidemia de tercianas que se desató entre las tropas acuarteladas en Lima, el gobierno proyectó trasladarlos a Chosica, al oriente de la capital peruana con la vana esperanza de que la mayor altura sería benigna para su salud. Con el fin de asegurar militarmente el hospital, nació la idea de una operación que limpiase de guerrillas todo Junín.
A comienzos de 1881 los invasores ignoraban la importancia que tendría Junín, tanto por la población que albergaba y que sería fuente casi inagotable de reclutas para la resistencia peruana, como también por la riqueza de su agricultura y su minería. El departamento alcanzaba desde Huanuco, pasando por Cerro de Pasco, el Lago Junín, Concepción, hasta Huancavélica, casi tocando Ayacucho, todo entre 3.000 y 4.000 metros de altura.: 27 

### Situación militar peruana
En el departamento solo se encontraba la escolta de caballería de Piérola, no más de 150 o 200 hombres, pero los jefes administrativos de la región, todos coroneles, reclutaban campesinos y les daban instrucción militar en la espera de nuevo armamento que debía llegar desde Bolivia.: 29 
Gonzalo Bulnes da como demostración de que aún no se había formado una resistencia organizada, el hecho de que una pequeña fuerza pudo ocupar una región tan vasta.: 35 
Quizás el primer enfrentamiento en la campaña fue el ocurrido en abril de 1881, el combate de San Jerónimo, cerca de Chosica al oriente de Lima, cuando las montoneras organizadas por el coronel José Agustín Bedoya se enfrentan a los soldados chilenos bajo el mando del teniente coronel José Miguel Alcérreca, los cuales luego de un tiroteo dispersan a los hombres de Bedoya, para luego incendiar el lugar y retornar a Lima.: 20 

## Operación

### Partida
Se nombró jefe de la expedición de 700 efectivos: 309  al comandante de artillería Ambrosio Letelier Rojas, y sus ayudantes eran Anacleto Lagos, hermano de Pedro Lagos, y un oficial de nacionalidad francesa Hilario Bouquet con el rango de teniente coronel. También figuraba un civil enrolado con el mismo rango, Basilio Romero Roa, muy amigo de Lagos, según Gonzalo Bulnes. La expedición no recibió instrucciones escritas ni un comisario para la contabilidad.
La expedición salió de Lima en el ferrocarril a Oroya el 15 de abril de 1881. La línea férrea llegaba hasta Chicla y desde allí continuaron a través de Casapalca que posteriormente se convertiría en el paso obligado de todas las expediciones a la Sierra. Allí trazó Letelier las tareas a cumplir:
- Con dos pelotones de 300 hombres cada uno, Letelier se dirigiría directamente a Cerro de Pasco y Bouquet a Pasco, (un poco al sur de la ciudad) para atrapar al prefecto de Piérola en el muy probable caso de que huyese en esa dirección.
- Un destacamento al mando de Virginio Méndez permaneció a la entrada del departamento para custodiar los bagajes y proteger la salida a Lima. Una de las compañías era comandada por José Luis Araneda Carrasco, la que se vería posteriormente envuelta en el Combate de Sangra.

### Letelier en Junín

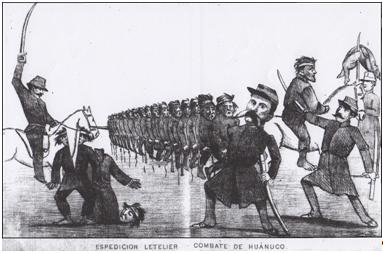
Sátira de El Padre Cobos a lo sucedido en Huanuco. El 6 de octubre, fue publicada esta caricatura que muestra una escena donde gran cantidad de indígenas pobremente armados son muertos con facilidad e inmisericordia. Según el parte oficial, en Huanuco unos pocos chilenos derrotaron a un enemigo infinitamente superior en número. Este dibujo vio la luz con el objeto de aplaudir la victoria chilena en el combate.

El prefecto de Piérola, llamado José Santos Aduvire, huyó hacia el norte y no como previsto hacia el sur, pero todos los destacamentos invasores divididos en pequeño pelotones, llegaron a sus destinos sin encontrar resistencia y cubrieron desde Huanuco (norte) hasta Jauja (sur) y desde Chicla (oeste) hasta Tarma (este).
La expedición fue dividiéndose en pequeños destacamentos, prueba de que en ese momento no había resistencia militar organizada.
A Aduvire, en su huida al norte, se le reunió el prefecto de Huanuco, de apellido Pereira, con el cual continuó su travesía hacia el norte acompañados de civiles y militares. Letelier envió en su persecución a 200 hombres a cargo de Romero Roa. La vanguardia de ese destacamento, 50 soldados del Regimiento Curicó bajo las órdenes del capitán Belisario Troncoso, dio alcance a Aduvire y dio muerte a algunos para luego regresar a su base.: 35 

### Emmanuelle Chiessa
Gonzalo Bulnes sostiene que más que una expedición militar fue una empresa de requisición de dinero a mano armada, negándole protección a cualquier persona que hubiese cooperado en la guerra contra Chile y cometiendo abusos de poder en las zonas abarcadas. El 27 de abril se ocupó Cerro de Pasco y en un bando se decretó la ley marcial y creó un nuevo delito, como apunta Bulnes, el patriotismo. El bando ordenaba:: 32 
Las fuerzas de mi mando prestaran decidido apoyo i protección a las personas e intereses de los neutrales en la presente guerra, como iqualmente a los habitantes nacionales pacíficos que no hayan tomado armas contra las fuerzas chilenas o auxiliado al enemigo en cualquier otra forma.
El caso que más consternación causó y que tuvo consecuencias diplomáticas, fue el de un ciudadano italiano de 60 años de edad, cuyo nombre Emmanuelle Chiessa a veces es dado españolizado como Manuel Iglesias. Chiessa estaba avecindado en Cerro de Pasco y había hecho de Perú su tierra de adopción. En 1879 había organizado una unidad militar y donado $ 400 para su creación lo que fue considerado por Letelier un "delito". Un tribunal militar lo juzgó por el acto, que nunca fue negado por Chiessa ya que su actuación había sido pública, y le condenó a muerte.
Los vecinos reunidos pidieron la conmutación de la pena, que fue sustituida por un rescate de $ 50.000 (pesos de plata) y finalmente a $ 39.000 que fueron pagados en parte de los bienes de Chiessa y completados por erogaciones de los vecinos. El representante de Italia en Lima presentó una reclamación en el cuartel general chileno.: 33 

### Letelier atrasa su regreso
Entretanto, Patricio Lynch había sido designado por el senado chileno como contralmirante de la Armada, y llegó a Lima en mayo de 1881 como nuevo comandante de las fuerzas de ocupación, reemplazando a Pedro Lagos. Cuando tuvo noticias de las tropelías de Letelier, le ordenó el 22, y reiteradamente el 28 de mayo, regresar inmediatamente a Lima. Con la segunda orden, le fue autorizado enviar un pelotón a Canta para disolver las montoneras que hubieran podido formarse en la región. Letelier acusó recibo de la primera el 7 y de la segunda el 9 de junio, pero anunció la continuación de su expedición a Huancavélica para continuar con los cobros.: 36–37 

### Levantamiento
Más tarde, Letelier argumentó que había sido la llegada de nuevas autoridades nombradas por García Calderón que necesitaron su presencia en Cerro Pasco, y que esa injerencia en temas internos había encendido el alzamiento del pueblo. Bulnes cree que la verdadera razón del alzamiento fue que la campesinos habrían interpretado la retirada chilena como una fuga. Lynch por su parte pensaba que las exanciones chilenas habían provocado la rebelión.: 36–39 
El hecho es que en junio se levantaron los villorios y aldeas contra los destacamentos invasores provocando combates entre un contingente experimentado y bien armado contra masas de civiles desorganizados, indisciplinados, casi desarmados y sin mando.
Durante el regreso a Lima, el 26 de junio, se produjo el combate de Sángrar, en un poblado a medio camino entre Canta y Chicla, donde 73 soldados chilenos fueron atacados durante dos días y sufrieron bajas.

### Corte marcial
Recién el 4 de julio llegó Letelier a Lima, donde una corte marcial investigó cuanto había recibido, por qué medios y si existieron comisiones por el cobro. El tribunal condenó a él, a Romero Roa y a Hilario Bouquet a penas de cárcel por apropiación indebida de dineros. Sin embargo, una vez en Chile apelaron y la Corte Suprema les liberó.
La decisión de la Corte Suprema en Santiago tuvo una gran importancia ya que extendió su autoridad a las zonas ocupadas por el ejército a costa de la autoridad militar sobre esos territorios.: 40 
Para la población de Junín las desgracias no terminaron allí, pues tras la salida de Letelier las fuerzas peruanas del coronel Máximo Tafur, nombrado prefecto de la zona por Piérola, ocuparon la plaza y aduciendo que los pobladores no se habían opuesto enérgicamente contra Letelier les impuso una contribución de $250,000, la mitad de lo impuesto por Letelier.: 41 

## Consecuencias
Los resultados de la expedición fueron desastrosos para el ejército de ocupación porque se perdió la confianza de los habitantes de la sierra, no se logró erradicar las montoneras, se debió litigar con las potencias extranjeras y, peor aún, contra las justas protestas contra la dignidad del ejército. Los abusos cometidos por Letelier causaron consternación y tanto el como sus ayudantes fueron condenados por los tribunales militares chilenos en Lima y enviados de regreso a Chile, donde Letelier apeló a la Corte Suprema de Chile que lo favoreció.
La expedición de Letelier sembró un germen malo para la causa chilena, preparó el terreno para los posteriores infaustos acontecimientos.: 154 : 26 
El 2 de septiembre de 1881 ocurrió el combate de Calientes, cerca de Pachia donde ocurriría al día siguiente el primer combate de Pachía. En el norte del Perú ocurrió el combate de Motupe el 10 de octubre de 1881 y el 25 de octubre ocurrió el combate de Guadalupe.
El año siguiente la expedición del Canto debió enfrentar otras actitud de la población. G. Bulnes lo describe así: La de este [Letelier] asemeja a esas escurciones de los soldados castellanos en un país atemorizado y sumiso. En la de Canto sucede lo contrario.: 307 